# Copley (ort i Australien)
Copley är en ort i Australien. Den ligger i delstaten South Australia, omkring 490 kilometer norr om delstatshuvudstaden Adelaide.
Trakten runt Copley är nära nog obefolkad, med mindre än två invånare per kvadratkilometer.. Närmaste större samhälle är Leigh Creek, nära Copley. 
Omgivningarna runt Copley är i huvudsak ett öppet busklandskap. Genomsnittlig årsnederbörd är 260 millimeter. Den regnigaste månaden är februari, med i genomsnitt 90 mm nederbörd, och den torraste är oktober, med 3 mm nederbörd.